# 皇室配偶
皇室配偶是指通過與皇室成員結婚而得到皇族身份者，通過與君主結婚晉身皇族者可同時稱為君主配偶，與君主以外的皇室成員結婚者則可稱為皇族配偶，但皇族配偶未必得到皇室成員身份。由於歷史上的大部份君主為男性，加上大部份國家父系社會，皇室亦以父系繼承為主，於是通過婚姻得到皇族身份者也以女性為多，亦因此出現眾多不同的女性皇室配偶稱號，尤其是實行一夫多妻制的地區，君主的除正室外還有多名妾室，妾室往往會再分為不同等級，於是有眾多不同的妃嬪位號。
也有一些男性因為與女性君主結婚而得到君主配偶身份，一般稱為皇夫或王夫，多見於歐洲，而實際上也有不同的稱號。然而，父系社會中，女性皇胤不論是否為君主，其丈夫皆未必可得到皇族身份。
在歐洲國家中，由於傳統上為各國王室聯姻，男性王族如娶平民或國內較低階貴族等非王族出身的女性為妻，該女性可能只能得到較低的頭銜，這種情況稱為貴賤婚姻。例如英國威爾斯親王的查理斯王子之第二任妻子卡米拉為平民出身且曾離婚，在嫁給王子後雖然得到王室配偶身份，但並沒有封為威爾斯王妃，只能從查理斯王子其中一個較低等級的頭銜康沃爾公爵得到康沃爾公爵夫人的頭銜；而將來查理斯王子繼承王位成為英國國王，她也未必能立為王后（Queen Consort），而可能只封為伴妃（Princess Consort）。
因婚姻得到皇族身份如與皇胤身份的配偶離婚，有些會立即失去皇族身份，但亦有一些可以保留皇室頭銜，離婚或喪偶的皇室配偶若如非皇室成員再婚，一般會失去皇族身份。例如英國王儲查理斯王子的前妻戴安娜 (威爾斯王妃)，在與封威爾斯親王的查理斯王子離婚後，仍然保留威爾斯王妃的封號。而丹麥約阿基姆王子的前妻文雅麗，在與王子結婚後得到的Princess头衔在離婚後仍然保留，但她與平民男子馬丁·約根森再婚後則失去王族身份。
君主與其他男性皇族的配偶又統稱為后妃。

## 君主配偶
歷史大部份君主為男性，因此君主配偶亦以女性為多。實行一夫一妻制國家中，男性君主之妻一般得到與丈夫同等級的頭銜，例如皇帝（Emperor）之妻封皇后（Empress Consort），國王（King）之妻封王后（Queen Consort），親王（Prince）之妻封親王妃（Princess Consort）等，但貴賤婚姻中的君主之妻則只封較低的頭銜。女性君主的丈夫則不一定得到與妻子同等的位階與頭銜。在一夫多妻制國家中，君主可以有多名配偶。而在有嫡庶之分的皇室制度中，君主除正室外還有多名不同等級的妾室，除了正室可以得到和君主等級相應的位號外，其餘君主配偶如經過冊封，可得到妃嬪地位，但有些君主妾室並未冊封為妃嬪。

## 皇族配偶
與君主以外的皇胤結婚得到皇族身份者為皇族配偶。如大部份情況下皇子之正室稱為皇子妃，王子的正室稱為王子妃，親王的正室為親王妃，郡王正室為郡王妃等。在明代，縣公以下宗室正室皆稱夫人。朝鮮王朝，嫡王子封大君，正室初期封國大夫人，後改制為府夫人，庶王子封王子君，正室初期封國夫人，後改制為郡夫人，正二品、從二品君之妻封縣夫人，都正之妻封慎夫人，正、副正之妻封慎人，守、副守之妻封惠人，令、副令之妻封溫人，監之妻封順人。此外歐洲還有大公之妻大公妃、大親王之妻大親王妃等。
側室屬於皇族配偶，但未必有位號，視乎各國或不同時代的制度而定。
儲君之正室亦因應國家制度和丈夫的封爵有不同稱號，例如皇太子之正室為皇太子妃，王太子正室為王太子妃，高麗、琉球王世子之正室封王世子妃，朝鮮王朝王世子正室封王世子嬪等。在一些地區，儲君側室亦分等級，有不同位號。女儲君的丈夫未必會被視為皇族，一般亦不會有與妻子同等的位號。
非君主的女性皇族的丈夫則未必得到皇族身份，歐洲的王女、宗女下嫁，其夫一般也不會因為婚姻得到王室身份，但這些王女或宗女若繼承王位，她們的丈夫則可能以王夫身份晉身王族。而在一些地區，例如漢字文化圈，傳統宗法制度中，女性出嫁即為族外，其夫不屬於宗族成員，因此這些與女性皇胤結婚的男性除非是本宗宗室出身，否則並沒有皇族身份，也不屬皇室配偶，被歸類為外戚。在中國、朝鮮、越南、琉球等地區，封為公主、翁主、郡主、縣主等女性皇胤所下嫁的丈夫封為駙馬、儀賓、郡馬等。而日本的女性皇胤如內親王、女王等下嫁臣民，其夫也不會得到皇族身份。